# サムヨード駅
サムヨード駅（サムヨードえき、タイ語：สถานีสามยอด）は、タイ王国バンコク都プラナコーン区ワンブラファピロム地区にあるバンコク・メトロ（MRT）ブルーラインの駅。駅番号は「BL30」。

## 歴史
- 2019年
  - 7月29日 - ブルーライン・フワランポーン - タープラ試運転開通と同時に営業開始。
  - 9月29日 - 正式開業。
- 時期未定 - パープルラインが接続予定[1]。

## 駅構造

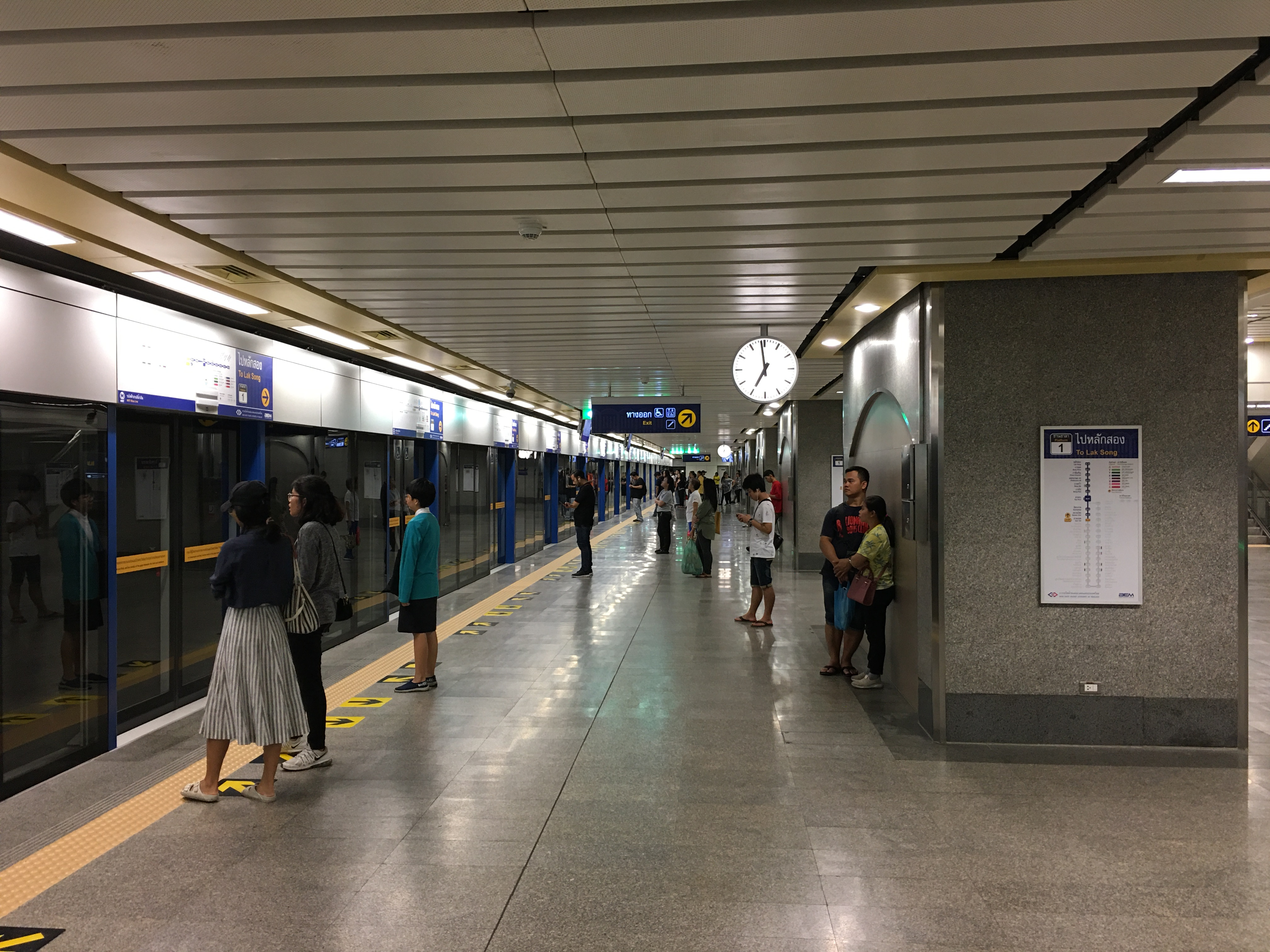
地下4階ホーム

ジャルンクルン通りの地下に位置する地下駅。プラットホームは方向別単式ホーム1面1線の2層構造で、地下2階がフワランポーン経由タープラ方面、地下4階がラックソーン方面になっている。フルハイトタイプのホームドアを完備している。地下3階はパープルラインのホーム階用としてスペースが確保されている。
近隣のワンブラファ地区に溶け込むよう、地上にある駅舎は中葡建築風のデザインとなっている。ホーム階の色調も駅舎の色と合わせて淡黄色に合わせている。

### のりば
| 番線 | 路線         | 行先                                                     | 階層 |
| ---- | ------------ | -------------------------------------------------------- | ---- |
| 1    | ブルーライン | サナームチャイ・タープラ・バーンワー・ラックソーン方面   | B4F  |
| 2    | ブルーライン | フワランポーン・スクムウィット・バーンスー・タープラ方面 | B2F  |

## 駅周辺
「サムヨード」、「ワンブラファ」も参照
- ロマニーナート公園（タイ語版、英語版）
- ポーチャン芸術アカデミー（タイ語版、英語版）
- スアンクラーブ・ウィタヤーライ校
- ワット・ラチャブラナラート・ウォラウィハーン（タイ語版、英語版）
- サラ・チャレームクルン・ロイヤルシアター（タイ語版、英語版）
- オールド・サイアム・プラザ（タイ語版、英語版）
- ナイチンゲール・オリンピック（タイ語版、英語版）
- メガプラザ
- チャイナワールド

## 隣の駅
バンコク・メトロ
 ブルーライン
ワットマンコン駅 (BL29) - サムヨード駅 (BL30) - サナームチャイ駅 (BL31)